# Seznam chráněných území v okrese Žarnovica
Toto je seznam chráněných území v okrese Žarnovica aktuální k roku 2017, ve kterém jsou uvedena chráněná území v oblasti okresu Žarnovica.
| Kód  | Obrázek                | Typ | Název                   | Rozloha (ha) | Galerie Commons                                           | Popis území | Souřadnice                       |
| ---- | ---------------------- | --- | ----------------------- | ------------ | --------------------------------------------------------- | --- | -------------------------------- |
| 201  |                        | NPP | Andezitové kamenné more | 1,4300       |                                                           | |                                  |
| 1043 |                        | PR  | Bujakov vrch            | 1,2581       |                                                           | |                                  |
| 1085 |                        | CHA | Ivanov salaš            | 19,2809      |                                                           | |                                  |
| 298  |                        | NPR | Kašivárová              | 49,8000      |                                                           | |                                  |
| 1023 |                        | PR  | Kojatín                 | 68,6300      |                                                           | |                                  |
| 778  |                        | PP  | Ostrovica               | 4,4400       |                                                           | |                                  |
| 1022 | Putikov vŕšok          | PP  | Putikov vŕšok           | 21,0600      |                                                           | Nejmladší lokalita vulkanické činnosti na Slovensku s relativně malou destrukcí sopečné struktury | 48°22′41″ s. š., 18°38′28″ v. d. |
| 790  |                        | CHA | Revištský rybník        | 23,6467      |                                                           | |                                  |
| 1017 |                        | PR  | Sokolec                 | 73,2200      |                                                           | |                                  |
| 430  | Starohutiansky vodopád | NPP | Starohutiansky vodopád  | x            | Kategorie „Starohutiansky waterfall“ na Wikimedia Commons | | 48°25′35″ s. š., 18°34′33″ v. d. |
| 483  | Vtáčnik panoráma       | NPR | Vtáčnik                 | 245,6200     | Kategorie „Mount Vtáčnik“ na Wikimedia Commons            | Typické vrcholové společenstva bučin vystavené extrémním klimatickým poměrům. Podobné společenstva jsou i v jiných pohořích, kde však vznikly převážně odstraněním výše položených společenstev smrčin a kosodřevin | 48°37′29″ s. š., 18°38′6″ v. d.  |